# UMKニュースレポート
『UMKニュースレポート』（ユーエムケー ニュースレポート）は、1979年10月1日から1988年4月15日まで8年半、テレビ宮崎で平日夕方6時台に生放送されていたローカルワイドニュース番組である。

## 概要
- テレビ宮崎が1970年3月2日サービス放送開始の頃から放送してきた『UMKローカルニュース』→『UMKニュース6:45』→『UMKニュース』を前身とする本番組で、同様に宮崎県内のローカルニュース、特集、スポーツニュース、生活情報、天気予報を伝えていた。

- 開始当初は25分番組枠だったが、1981年春改編のため天気予報を内包されたため5分間拡大し30分番組枠だった。わずか半年で10月5日から1984年9月28日までは天気予報を分離して3年間より再び25分番組枠となった。

- 1984年秋改編に放送時間を大幅に拡大してイブニングワイドニュース番組化した。これ以後、正式タイトルは『FNN UMKニュースレポート』になり、番組前半でフジテレビ発の全国ニュース『FNNスーパータイム』を放送するようになった。

- 1988年4月18日から1992年3月31日までは『FNN UMKニュースリポート』と題して放送されていたが、これは新番組（続編）扱いとなっており、『FNN UMKニュースレポート』としてはここで8年半の長い歴史にピリオドを打った。

## 放送時間
いずれも日本標準時。
- 月曜 - 金曜 18:30 - 18:55（1979年10月1日 - 1981年4月3日）
- 月曜 - 金曜 18:30 - 19:00（1981年4月6日 - 1981年10月2日）
- 月曜 - 金曜 18:30 - 18:55（1981年10月5日 - 1984年9月28日）
- 月曜 - 金曜 18:00 - 18:55（1984年10月1日 - 1988年4月15日） - ローカルパートは18:20から。

## 歴代ニュースキャスター
- 保田井智英（1979年 - 1980年）
- 石飛ひろあき（1980年 - 1981年）
- 中村東助（1981年 - 1982年）
- 鈴木紘夫（1982年 - 1983年）
- 大野安久（1979年 - 1988年、スポーツ担当 → メインキャスター）
- 戸高洋子（リポーター）
- 甲斐聡子（リポーター）
- 石原賀子（1984年 - 1987年）
- 相田久雄（1986年7月31日 - 1988年）
- 飛松聡子（1987年 - 1988年）

### 補足
- 保田井は『UMKニュース土曜ライナー』から続投。
- 大野（月曜・火曜・水曜）、相田（木曜・金曜）、飛松は後番組『UMKニュースリポート』にも続投。